# Weinmannia trichosperma
Weinmannia trichosperma Cav., 1801 è una specie arborea della famiglia Cunoniaceae, diffusa in Cile e Argentina.

## Descrizione
È un albero sempreverde che può raggiungere i 40 m di altezza, con un tronco del diametro sino a 2 m.

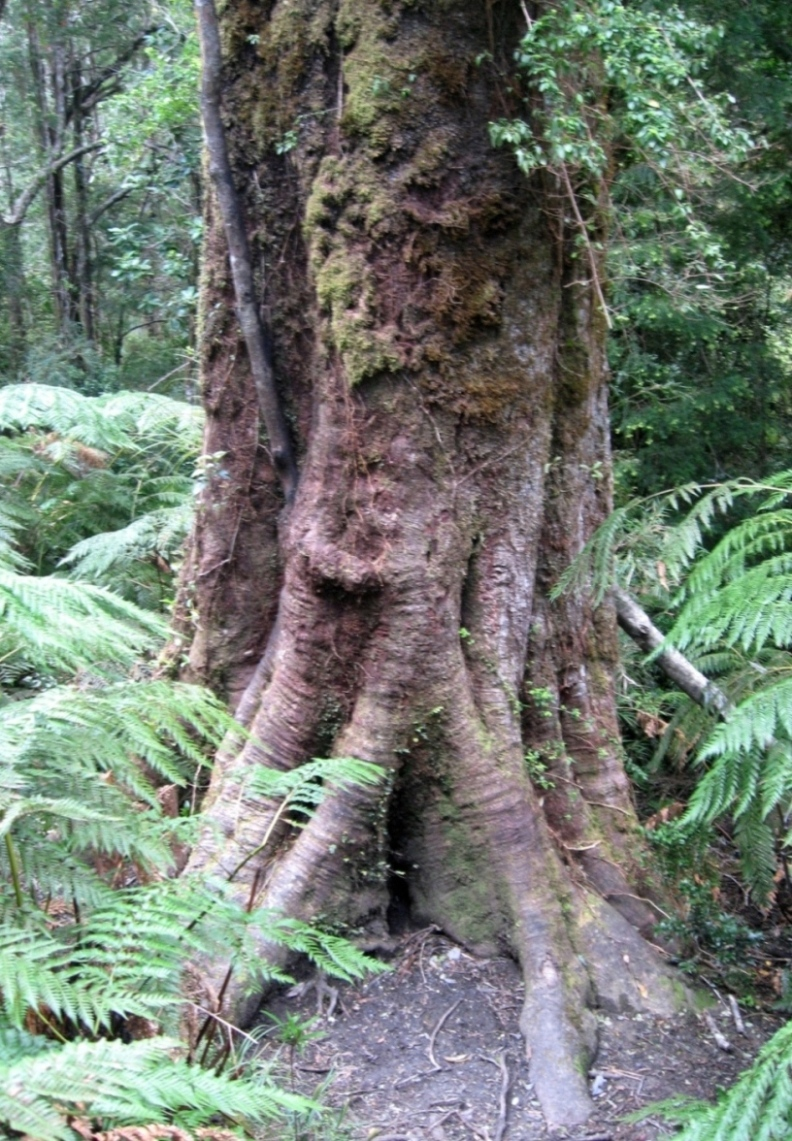
Tronco
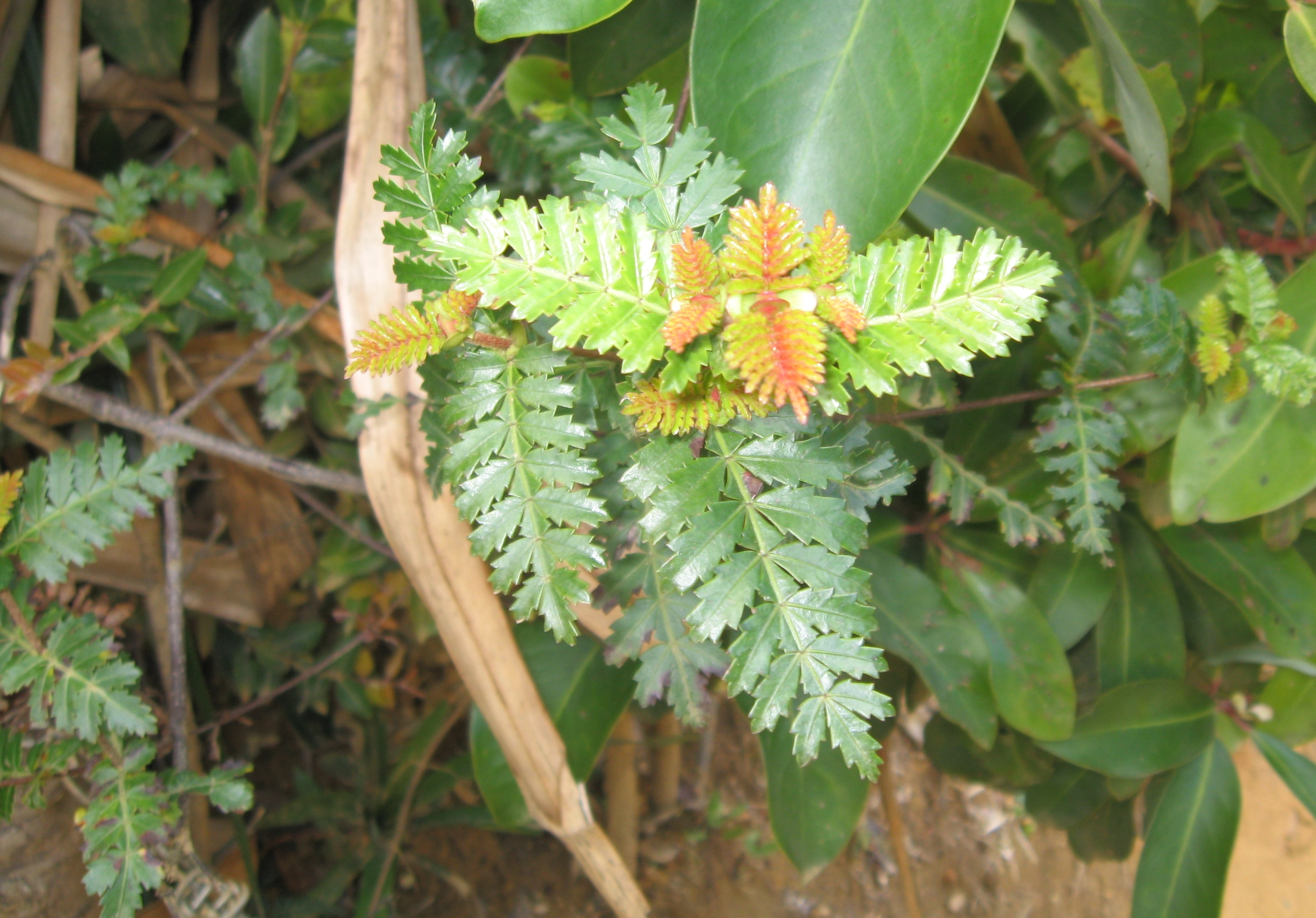
Giovani foglie
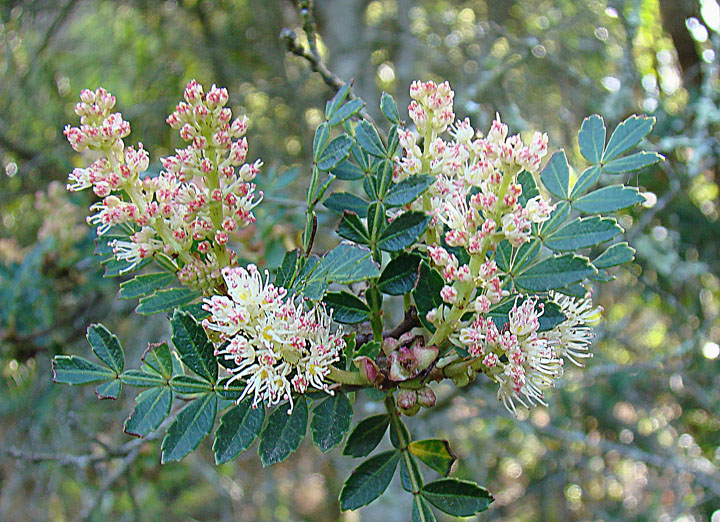
Fiori
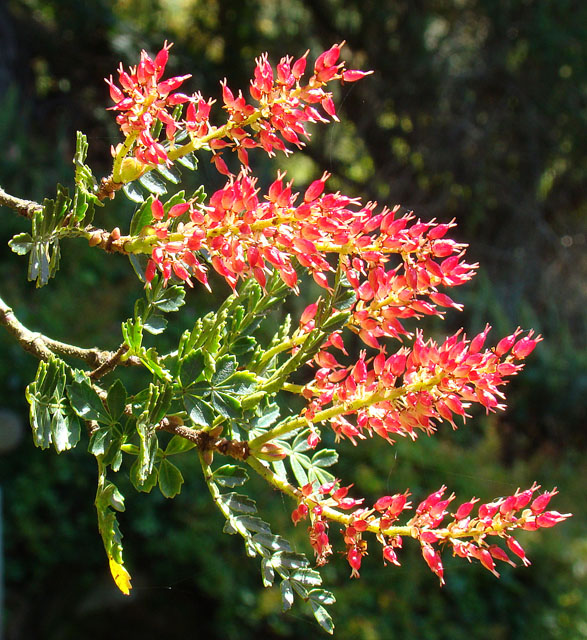
Frutti

## Distribuzione e habitat
La specie è diffusa nelle foreste del Cile e dell'Argentina.
È una delle specie dominanti della laurisilva valdiviana.